# George DelHoyo
George Delhoyo (Canelones, 23 november 1953) is een in Uruguay geboren Amerikaanse acteur.  

## Biografie
Delhoyo begon met acteren in de jaren 70 in theaters onder de naam George Deloy. Hij speelde in toneelstukken en musicals in grote theaters zoals The Seattle Repertory in Seattle, The American Conservatory Theatre in San Francisco, The Old Globe in San Diego, The Cincinnati Playhouse in Cincinnati, The Mark Taper Forum in Los Angeles en The Hunington Theatre in Boston. Zijn grote doorbraak kwam in 1976 met de Broadway-musical The Robber Bridgeroom met zijn rol als Kyle Nunnery.
Delhoyo is ook een gerespecteerde voice-overartiest. Hij heeft al vele Hollywood filmtrailers en promo's voor tv-omroepen ingesproken.
Delhoyo begon in 1979 met acteren in de televisieseries en films met de film The Seekers. Hierna heeft hij nog meerdere rollen gespeeld zoals St. Elsewhere (1985-1986), Frasier (1993-1995) en Beverly Hills, 90210 (1997-1998).
DelHoyo is in 1983 getrouwd met actrice Deborah May met wie hij een zoon heeft.

## Filmografie

### Films
Uitgezonderd korte films.
- 2011 Rango – als Señor Flan (stem)
- 1998 Dead Letter Office – als Frank Lopez
- 1996 The Crying Child – als Ran Jeffreys
- 1994 Vault of Horror I – als ??
- 1988 Perry Mason: The Case of the Lady in the Lake – als Frank Travis
- 1980 The Secret War of Jackie's Girls – als Al
- 1979 The Seekers – als Gilbert Kent

### Televisieseries
Uitgezonderd eenmalige gastrollen.
- 2019 - 2024 9-1-1 - als Ramon Diaz -  afl.
- 1986 – 2023 Days of our Lives – als Orpheus – 140 afl.
- 1997 – 1998 Beverly Hills, 90210 – als dr. Gary Monahan – 5 afl.
- 1997 Home Improvement – als Doug – 2 afl.
- 1993 – 1995 Frasier – als vader van Mike – 3 afl.
- 1995 VR.5 – als Jackson Boothe – 2 afl.
- 1993 The Secrets of Lake Success – als Hector Torres – miniserie
- 1989 – 1990 Generations – als Rob Donnelly – ?? afl.
- 1985 – 1986 St. Elsewhere – als Ken Valere – 11 afl.
- 1983 9 to 5 – als Michael Henderson – 7 afl.
- 1982 Star of the Family – als Frank Rosetti – 10 afl.
- 1978 – 1982 Quincy, M.E. – als Dr. Dan Varney en Jerry Bremmer en Mike Garber – 4 afl.
- 1980 Galactica 1980 – als Dr. Spencer – 2 afl.

### Computerspellen
- 1999 Descent 3 – als stem
- 1997 The Curse of Monkey Island – als stem
- 1996 Descent 2 – als stem